# 種をまく人 (フライシュマン)
種をまく人（たねをまくひと、英: Seedfolks）は、ポール・フライシュマンによる児童小説、中編小説。日本語訳は片岡しのぶ。アメリカ合衆国のオハイオ州クリーブランドに住む人種・年齢の異なる13人の視点で語られる。あるゴミ溜めに一人の女の子が豆の種をまいたのをきっかけに、ゴミ溜めがやがて共用庭園に変化していく様子が語られてゆく。庭園の変化とともに、主人公たちも各々の変化を経験する。

## 受賞
- ALA ヤングアダルト向け文学賞(1998)[3]
- バックアイ児童書賞 (1999)、6-8年生[注釈 1][5]
- 中華図書特殊貢献賞 (2008)[6]